# Klub hokeja na ledu Medveščak Admiral
Il KHL Medveščak Admiral (croato: Klub hokeja na ledu Medveščak Admiral), o semplicemente Medveščak, è una squadra di hockey su ghiaccio con sede nella città di Zagabria, capitale della Croazia. Ha partecipato alla ICE Hockey League, il campionato austriaco di hockey su ghiaccio mentre dal 2013 al 2017 la squadra ha militato nella Kontinental Hockey League, il massimo campionato russo.

## Storia
La squadra fu fondata nel 1961 e si iscrisse al Campionato jugoslavo. Nei primi dieci anni di vita il Medveščak diventò la seconda squadra sportiva più popolare della città alle spalle della formazione di calcio della Dinamo; in quegli anni giocava presso una pista all'aperto nel quartiere di Šalata, attirando circa 5.000 spettatori a gara. Nel 1971 la squadra si trasferì in un nuovo palazzetto al coperto, la Dom Sportova, con una capienza massima di 6.400 tifosi. Nei primi venti anni il Medveščak non vinse alcun trofeo, rischiando addirittura la retrocessione nel 1985 in seguito a una crisi finanziaria che colpì il club.

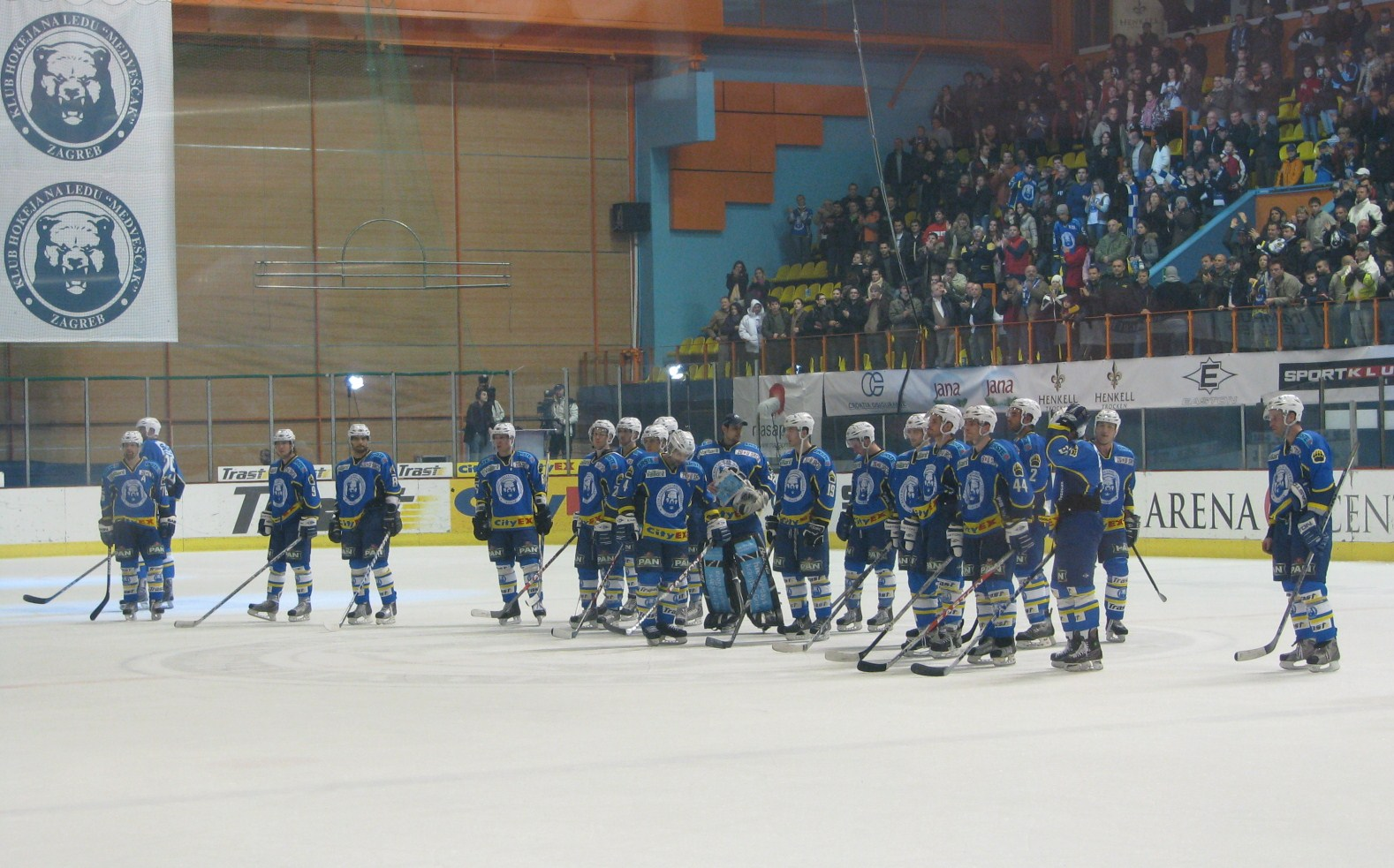
La squadra presso la Dom Sportova nel 2009.

Dall'anno successivo, grazie agli investimenti dell'imprenditore Zdenko Gradecki, de facto nuovo proprietario della squadra, il Medveščak diventò una delle squadre più forti del campionato, ingaggiando anche il membro della Hall of Fame sovietica Vjačeslav Anisin. Alla fine degli anni 1980 la squadra croata vinse tre titoli nazionali consecutivi, e fece un'apparizione nella Coppa dei campioni 1991, arrivando fino al secondo turno.
In seguito allo scioglimento della Jugoslavia nel 1991 la Gortan Building smise di sponsorizzare la squadra, e per questo motivo la formazione cessò l'attività come club professionistico e si limitò a competere nel nuovo Campionato croato. Tuttavia a partire dalla fine degli anni 1990 cominciarono a dominare la lega nazionale vincendo numerosi campionati consecutivi. Verso il 2000 il Medveščak rafforzò la propria posizione creando anche un farm team, il KHL Medveščak II. Volendo partecipare a campionati più competitivi nel 2007 si iscrissero al campionato sloveno, arrivando secondi alla loro prima partecipazione.
A partire dalla stagione 2009-10 il Medveščak fece un ulteriore passo in avanti iscrivendosi alla Erste Bank Eishockey Liga, il massimo campionato austriaco. Per poter far crescere il livello dei giocatori la società iniziò a ingaggiare giocatori e allenatori nordamericani. La squadra continuò a partecipare al campionato nazionale, prendendo parte solo ai playoff. Il Medveščak esordì nella EBEL di fronte al pubblico della Dom Sportova vincendo per 6-5 contro l'Acroni Jesenice l'11 settembre 2009.
Il 14 e il 16 settembre 2012 il Medveščak ospitò le prime due gare casalinghe della stagione EBEL presso l'Arena di Pola. Nel primo incontro persero 3-2 con l'HDD Olimpija Ljubljana, mentre nel secondo batterono i Vienna Capitals 4-1. Dopo la seconda gara il presidente della KHL Aleksandr Medvedev annunciò la possibilità per il club croato di iscriversi alla Kontinental Hockey League a partire dalla stagione successiva. Il 6 settembre 2013 il Medveščak debuttò nella KHL sconfiggendo per 7-1 i russi del CSKA Mosca.
Dopo quattro stagioni nel campionato russo, dal settembre 2017 il Medveščak è tornato a far parte della EBEL, sostituendo il disciolto Olimpia Lubiana.
Il club croato nel febbraio del 2019 trovandosi in un condizione finanziaria critica comunica alla lega transfrontaliera la volontà di ritirarsi a stagione in corso e l'imminente scioglimento dei contratti di tutti gli stranieri a roster. Proseguirà l'attività fino alla conclusione della regular season con una rosa composta di soli giovani giocatori croati prestati da altre squadre e non disputando il successivo qualification round.
A maggio la società viene dichiarata fallita e rimossa dalla lega.

## Palmarès

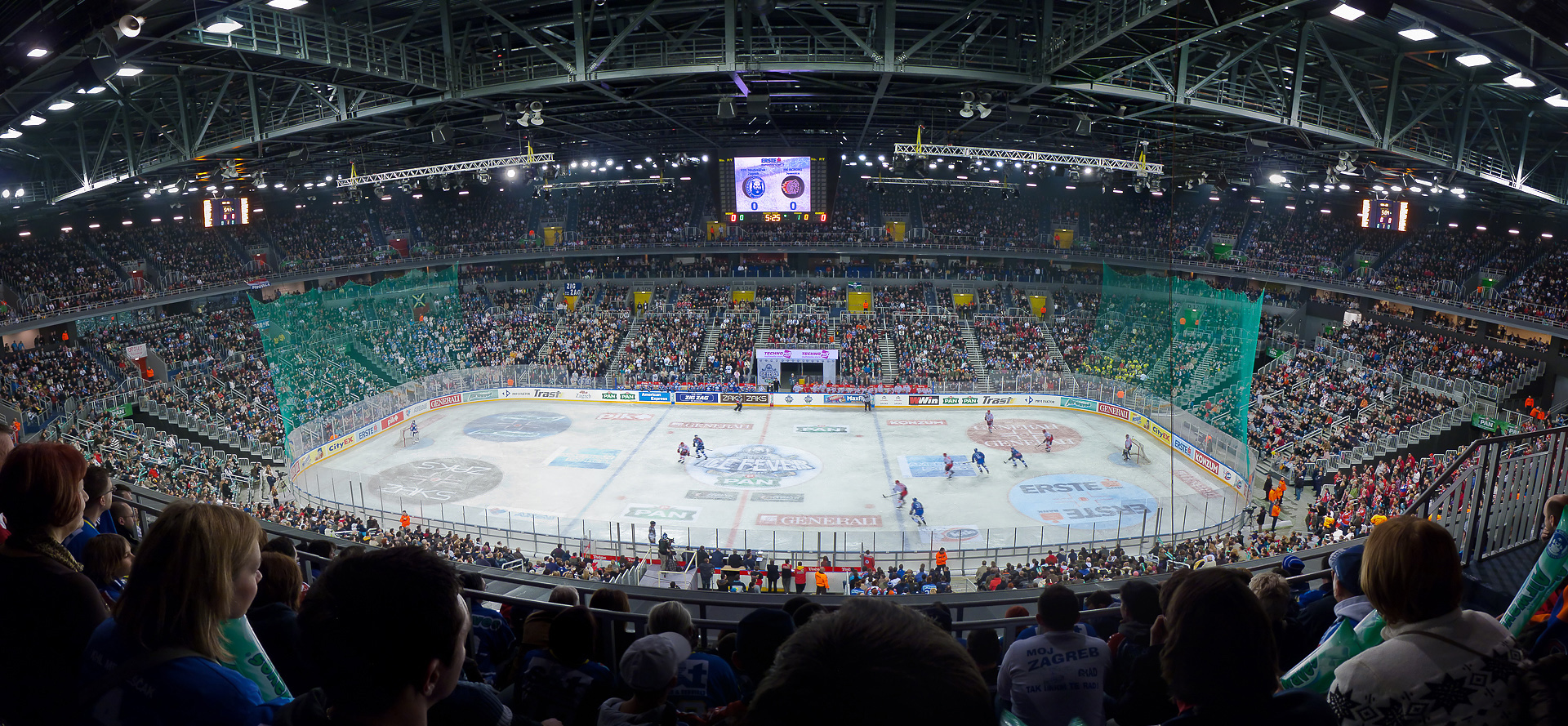
Partita del Medveščak presso la Arena Zagreb.

### Campionati nazionali
- Campionato jugoslavo: 3

1989, 1990, 1991
- Campionato croato: 17

1995, 1997, 1998, 1999, 2000, 2001, 2002, 2003, 2004, 2005, 2006, 2007, 2009, 2010, 2011, 2012, 2013

### Coppe nazionali
- Coppa di Jugoslavia: 4

1988, 1989, 1990, 1991